# Aleksandr Zarchi
Aleksandr Grigorjewicz Zarchi (ros. Александр Григорьевич Зархи; ur. 5 lutego?/18 lutego 1908 w Petersburgu; zm. 27 stycznia 1997 w Moskwie) – radziecki reżyser filmowy i scenarzysta. Ludowy Artysta ZSRR (1969), laureat Nagrody Stalinowskiej (1941, 1946) oraz Bohater Pracy Socjalistycznej (1978).

## Życiorys
W 1927 roku ukończył Technikum Sztuki Ekranowej w Leningradzie. Jako reżyser zadebiutował w 1928 roku realizując krótkometrażowy film dokumentalny pt. "Pieśń o metalu". W 1929 roku rozpoczął pracę jako scenarzysta, montażysta i asystent reżysera w wytwórni filmowej "Sowkino" (obecnie Lenfilm). W 1930 roku razem z Iosifem Chejficem założyli "Pierwszą Komsomolską Brygadę Reżyserską". Zrealizowali wspólnie między innymi takie filmy jak: Miłość w czołgu, Delegat floty i Ziemia woła.
Wielką popularność przyniosła mu adaptacja Anny Kareniny Lwa Tołstoja (1968) oraz Miast i lat Konstantina Fiedina (1973), które zrealizował samodzielnie.
Został pochowany na Cmentarzu Nowodziewiczym w Moskwie.

## Wybrana filmografia
- 1928: Pieśń o metalu razem z I. Chejficem
- 1933: Moja ojczyzna razem z I. Chejficem
- 1935: Miłość w czołgu razem z I. Chejficem
- 1937: Delegat floty razem z I. Chejficem
- 1940: Ziemia woła razem z I. Chejficem
- 1950: Ognie Baku razem z I. Chejficem
- 1957: Pod chmurami
- 1967: Anna Karenina
- 1973: Miasta i lata
- 1980: 26 dni z życia Dostojewskiego

## Nagrody i odznaczenia
- 1941: Nagroda Stalinowska
- 1946: Nagroda Stalinowska
- 1969: Ludowy Artysta ZSRR
- 1978: Order Lenina
- 1978: Bohater Pracy Socjalistycznej
- Order Czerwonego Sztandaru Pracy